# Список водопадов по высоте
Ниже представлен список самых высоких водопадов мира.

## Природные водопады

### По полной высоте
Примечание: единого стандарта измерения высоты водопадов не существует, поэтому разные авторитетные источники могут давать разную высоту одного и того же водопада (иногда различающуюся на сотни метров — смотри, например, статью о водопаде Браун). Кроме того в некоторых случаях указана примерная высота.

В целях разумности охвата списка ниже перечислены только водопады высотой более 600 метров. Сортировка — по высоте, по убыванию.

В таблице (в столбце «Регион») используются следующие сокращения:
- г. — гора
- НП — национальный парк
- о-в — остров
- оз. — озеро
- преф. — префектура
- пров. — провинция
- рег. — регион
- ТЦ — торговый центр
- шт. — штат

| Название                        | Фото | Высота, м | Страна         | Регион                                                                          | Река / Озеро     | Комментарии, ссылки |
| ------------------------------- | ---- | --------- | -------------- | ------------------------------------------------------------------------------- | ---------------- | --- |
| Анхель                          |      | 979—1054  | Венесуэла      | шт. Боливар, г. Ауян-Тепуи, НП Канайма                                          | Керепакупай-Меру | Самый высокий водопад в мире, также занимает первую строку в списке водопадов «По самому длинному непрерывному сегменту». |
| Тугела                          |      | 948—983   | ЮАР            | пров. Квазулу-Натал, Драконовы горы, НП Ройал-Натал                             | Тугела           | Комплекс сезонных водопадов. |
| Три Сестры                      |      | 914       | Перу           | рег. Хунин, НП Отиши                                                            | Кутивирени       | |
| Олоупена                        |      | 900       | США            | шт. Гавайи, о-в Молокаи                                                         |                  | Водопад возникает там, где короткий сезонный ручей переливается через край одной из самых высоких прибрежных скал в мире. Доступен для наблюдения только с океана или с воздуха.                                                                   |
| Юмбилья                         |      | 895,5     | Перу           | рег. Амасонас                                                                   |                  | Открыт лишь в 2007 году. |
| Скорга                          |      | 875       | Норвегия       | фюльке Мёре-ог-Ромсдал, коммуна Сунндал                                         |                  | Самый высокий водопад в Европе. |
| Балайфоссен                     |      | 850       | Норвегия       | фюльке Хордаланн, коммуна Ульвик                                                | Балай            | Сезонный водопад: летом и осенью обычно исчезает. |
| Виннуфоссен                     |      | 845—860   | Норвегия       | фюльке Мёре-ог-Ромсдал, коммуна Сунндал                                         | Винну            | |
| Маттенбах                       |      | 840—930   | Швейцария      | кантон Берн, долина Лаутербруннен                                               | Маттенбах        | |
| Пуукаоку                        |      | 840       | США            | шт. Гавайи, о-в Молокаи                                                         |                  | В сухой сезон количество воды значительно снижается, но с ноября по март водопад весьма полноводен. |
| Джеймс-Брюс                     |      | 840       | Канада         | пров. Британская Колумбия, морской провинциальный парк «Принцесса Луиза»        |                  | При весьма впечатляющей высоте водопад узок — 4,6 м. |
| Лос-Хоррос-де-Кура              |      | 821       | Венесуэла      | шт. Арагуа                                                                      |                  | |
| Струпенфоссен                   |      | 820       | Норвегия       | фюльке Вестланн, коммуна Глоппен                                                | Струпен          | |
| Рамнефьелльсфоссен              |      | 808       | Норвегия       | фюльке Вестланн, коммуна Стрюн                                                  | Утигардсэльва    | |
| Уаихилау                        |      | 792       | США            | шт. Гавайи, о-в Гавайи                                                          |                  | |
| Колониал-Крик                   |      | 783—788   | США            | шт. Вашингтон, НП Норт-Каскейдс                                                 | Колониал-Крик    | |
| Монгефоссен                     |      | 773       | Норвегия       | фюльке Мёре-ог-Ромсдал, коммуна Рёума                                           | Монге            | Отдельные источники указывают высоту 744 или даже 700 м. |
| Гокта                           |      | 771       | Перу           | рег. Амасонас, пров. Бонгара                                                    | Кокауайко        | |
| Мутарази                        |      | 763       | Зимбабве       | пров. Маникаленд, НП Ньянга                                                     | Мутарази         | |
| Йоханнесбург                    |      | 751       | США            | шт. Вашингтон                                                                   |                  | |
| Йосемите                        |      | 739       | США            | шт. Калифорния, НП Йосемите, Йосемитская долина                                 | Йосемите-Крик    | |
| Клаудкэп                        |      | 732       | США            | шт. Вашингтон, НП Норт-Каскейдс                                                 |                  | |
| Водопады Тру-де-Фера            |      | 725       | Реюньон        |                                                                                 |                  | |
| Ольмоафоссен                    |      | 720       | Норвегия       | фюльке Мёре-ог-Ромсдал, коммуна Рёума, долина Ромсдален                         | Ольмоа           | |
| Манауаинуи                      |      | 719       | США            | шт. Гавайи                                                                      |                  | |
| Кьерагфоссен                    |      | 715       | Норвегия       | фюльке Ругаланн, коммуна Саннес, южный берег фьорда Люсе                        | Кьераг           | Водопад сезонный: существует примерно пять месяцев в году. |
| Ютахе                           |      | 715       | Венесуэла      | шт. Амасонас, муниципалитет Манапьяре                                           |                  | |
| Тогфоссен                       |      | 710       | Норвегия       | фюльке Мёре-ог-Ромсдал                                                          | Таг              | |
| Эльмофоссен                     |      | 710       | Норвегия       | фюльке Мёре-ог-Ромсдал                                                          | Эльмо            | |
| Аваланч-Бэзин                   |      | 707       | США            | шт. Монтана                                                                     |                  | |
| Харрисон-Бэзин                  |      | 707       | США            | шт. Монтана                                                                     |                  | |
| Кьелфоссен                      |      | 705—755   | Норвегия       | фюльке Вестланн, коммуна Эурланн                                                | Кьел             | Состоит из трёх потоков, высота которых оценивается в 640, 675 и 765 м. Вообще оценка высоты собственно водопада сильно менялась с годами, от 563 до 840 м.                                                                                        |
| Халоку                          |      | 700       | США            | шт. Гавайи                                                                      |                  | |
| Лейк-Чемберлен                  |      | 700       | Новая Зеландия | о-в Южный, рег. Саутленд                                                        |                  | |
| Дёнтефоссен                     |      | 700       | Норвегия       | фюльке Мёре-ог-Ромсдал, коммуна Рёума                                           | Дёнте            | Высота водопада известна очень приблизительно. |
| Кадамаиан                       |      | 700       | Малайзия       | шт. Сабах, НП Кинабалу, южный склон горы Кинабалу                               |                  | |
| Спирефоссен                     |      | 690       | Норвегия       | фюльке Вестланн, коммуна Глоппен                                                | Спире            | |
| Лейк-Анноун                     |      | 680       | Новая Зеландия | о-в Южный, рег. Отаго                                                           |                  | |
| Кукенан                         |      | 674       | Венесуэла      | шт. Боливар                                                                     | Кукенан          | Различные источники присваивают этому водопаду от 2-го до 20-го места по высоте в мире (согласно данному списку — он 28-й). Это связано с разным подходом к измерениям: «непрерывное падение воды» либо включая нижнюю часть водопада вдоль тепуи. |
| Бланш                           |      | 640       | Реюньон        |                                                                                 |                  | |
| Браун                           |      | 619—836   | Новая Зеландия | о-в Южный, НП Фьордленд, фьорд Даутфул-Саунд                                    | оз. Браун        | Угол стока воды составляет 42°, поэтому выглядит он не впечатляюще и может быть расценен как очень крутая горная речка. |
| Лангфоссен                      |      | 612       | Норвегия       | фюльке Вестланн, коммуна Этне, южная часть фьорда Окра                          | Ваулаэльва       | Парковка, места для пикников, вообще водопад очень благоустроен для туристов и отдыхающих. Многие источники называют его «самым красивым в мире» или «одним из самых красивых в мире».                                                             |
| Тверргровфоссен                 |      | 610       | Норвегия       | фюльке Мёре-ог-Ромсдал                                                          | Тверргров        | |
| Каскада-де-Вентискеро-Кольганте |      | 549—610+  | Чили           | область Айсен-дель-Хенераль-Карлос-Ибаньес-дель-Кампо, коммуна Айсен, НП Кеулат |                  | Название водопада в переводе с испанского — «Висячий ледник». |

См. также Водопад на дне Датского пролива — высота падения составляет ок. 3500 м, переносит 3,2 млн м³ воды в секунду, нисходящий столб воды имеет приблизительно 200 м в ширину и 200 м в толщину и опускается на протяжении около 1000 км.

### По самому длинному непрерывному сегменту
В целях разумности охвата списка ниже перечислены только водопады с высотой непрерывного сегмента более 450 метров. Сортировка — по высоте, по убыванию.
| Название                        | Фото | Высота, м | Страна    | Регион                                                                          | Комментарии, ссылки |
| ------------------------------- | ---- | --------- | --------- | ------------------------------------------------------------------------------- | --- |
| Анхель                          |      | 807       | Венесуэла | шт. Боливар, г. Ауян-Тепуи, НП Канайма                                          | Самый высокий водопад в мире. |
| Уаихилау                        |      | 792       | США       | шт. Гавайи, о-в Гавайи                                                          | |
| Монгефоссен                     |      | 773       | Норвегия  | фюльке Мёре-ог-Ромсдал, коммуна Рёума                                           | |
| Манауаинуи                      |      | 719       | США       | шт. Гавайи                                                                      | |
| Кьерагфоссен                    |      | 715       | Норвегия  | фюльке Ругаланн, коммуна Саннес, южный берег фьорда Люсе                        | Водопад сезонный: существует примерно пять месяцев в году. |
| Тогфоссен                       |      | 710       | Норвегия  | фюльке Мёре-ог-Ромсдал                                                          | |
| Эльмофоссен                     |      | 710       | Норвегия  | фюльке Мёре-ог-Ромсдал                                                          | |
| Кукенан                         |      | 674       | Венесуэла | шт. Боливар                                                                     | Различные источники присваивают этому водопаду от 2-го до 20-го места по высоте в мире (согласно данному списку — он 28-й). Это связано с разным подходом к измерениям: «непрерывное падение воды» либо включая нижнюю часть водопада вдоль тепуи. |
| Лангфоссен                      |      | 612       | Норвегия  | фюльке Вестланн, коммуна Этне, южная часть фьорда Окра                          | |
| Тверргровфоссен                 |      | 610       | Норвегия  | фюльке Мёре-ог-Ромсдал                                                          | |
| Игуапо                          |      | 600       | Венесуэла | шт. Боливар                                                                     | |
| Виннуфоссен                     |      | 575       | Норвегия  | фюльке Мёре-ог-Ромсдал, коммуна Сунндал                                         | |
| Квеофоссен                      |      | 570       | Норвегия  | фюльке Вестланн                                                                 | |
| Хёвлафоссен                     |      | 550       | Норвегия  | фюльке Мёре-ог-Ромсдал                                                          | |
| Каскада-де-Вентискеро-Кольганте |      | 549       | Чили      | область Айсен-дель-Хенераль-Карлос-Ибаньес-дель-Кампо, коммуна Айсен, НП Кеулат | Название водопада в переводе с испанского — «Висячий ледник». |
| Лос-Хоррос-де-Кура              |      | 549       | Венесуэла | шт. Арагуа                                                                      | |
| Гокта                           |      | 540       | Перу      | рег. Амасонас, пров. Бонгара                                                    | |
| Свеллофоссен                    |      | 525       | Норвегия  | фюльке Вестланн                                                                 | |
| Хеггурфоссен                    |      | 509       | Норвегия  | фюльке Мёре-ог-Ромсдал                                                          | |
| Ханноки                         |      | 497—500   | Япония    | преф. Тояма                                                                     | Сезонный водопад: существует с апреля по июль. |
| Риббон                          |      | 491       | США       | шт. Калифорния, НП Йосемите, Йосемитская долина                                 | Сезонный водопад: с июня-июля по январь исчезает. |
| Стена слёз                      |      | 488       | США       | шт. Гавайи, о-в Кауаи                                                           | По склону древнего потухшего щитового вулкана Ваиалеале стекает несколько узких водопадов. |
| Крокфоссен                      |      | 485—530   | Норвегия  | фюльке Вестланн                                                                 | |
| Мутарази                        |      | 479       | Зимбабве  | пров. Маникаленд, НП Ньянга                                                     | |
| Водопад озера Франси́с           |      | 475       | США       | шт. Монтана, НП Глейшер                                                         | Водопад питается талой водой ледника, поэтому с сентября по май почти исчезает. |
| Цербер                          |      | 475       | Канада    | пров. Британская Колумбия                                                       | |
| Флюзели                         |      | 465       | Швейцария | кантон Берн                                                                     | |
| Пьедра-Волада                   |      | 453       | Мексика   | штат Чиуауа, горы Западная Сьерра-Мадре                                         | Название водопада в переводе с испанского — «Летающая скала», «Летающий камень». |

## Искусственные водопады
| Название                         | Фото | Высота, м | Страна           | Местонахождение                          | Комментарии, ссылки                                                                               |
| -------------------------------- | ---- | --------- | ---------------- | ---------------------------------------- | ------------------------------------------------------------------------------------------------- |
| Марморе                          |      | 165       | Италия           | рег. Умбрия                              | Создан древними римлянами.                                                                        |
| Водопад Liebian Building         |      | 108       | Китай            | город Гуйян                              |                                                                                                   |
| Водопад моста Хай-Левел          |      | 64        | Канада           | город Эдмонтон                           | Функционировал с 1980 по 2009 год (только по выходным в летние месяцы).                           |
| Водопад озера Пенёр              |      | 50        | США              | шт. Луизиана, приход Айбирия             | Образовался в результате крупной техногенной катастрофы, существовал три дня в ноябре 1980 года.  |
| Дождевой вихрь                   |      | 40        | Сингапур         | аэропорт Jewel Changi                    | Самый высокий водопад в мире внутри помещения.                                                    |
| Водопад Облачного леса           |      | 35        | Сингапур         | парк «Сады у Залива»                     |                                                                                                   |
| Водопад птичьего парка «Джуронг» |      | 30        | Сингапур         | птичий парк «Джуронг»                    |                                                                                                   |
| Водопад парка «Виктория»         |      | 24        | Германия         | Берлин, район Кройцберг, парк «Виктория» | Функционирует с 1894 года (не работал в 1914—1935 и 1938—1961 годах).                             |
| Музыкальный фонтан ТЦ Lotte      |      | 18,2      | Республика Корея | город Пусан, ТЦ Lotte                    | Центральная колонна комплекса фактически является фонтаном, но многими расценивается как водопад. |

См. также Искусственный водопад